# K7리그 삼척
K7리그 삼척(K7 League Samcheok)은 대한민국 강원특별자치도 삼척시에서 진행되는 축구 대회이다.

## 역사
2017년에 '디비전7 삼척시 리그'라는 이름으로 시작되었다. 2017년 시즌에 단일 권역으로 6개 선수단이 참가했다. 2017년 시즌에 70분(전·후반 각 35분) 경기로 진행되었다.

## 시즌별 결과
| 시즌   | 권역 | 선수단 | 우승              | 준우승              | 승격              |
| ------ | ---- | ------ | ----------------- | ------------------- | ----------------- |
| 2017년 | 1개  | 6팀    | 원더풀 삼척 30 FC | 삼척 도계 블랙홀 FC | 원더풀 삼척 30 FC |

## 같이 보기
- K7리그